# Blyderivierspoort

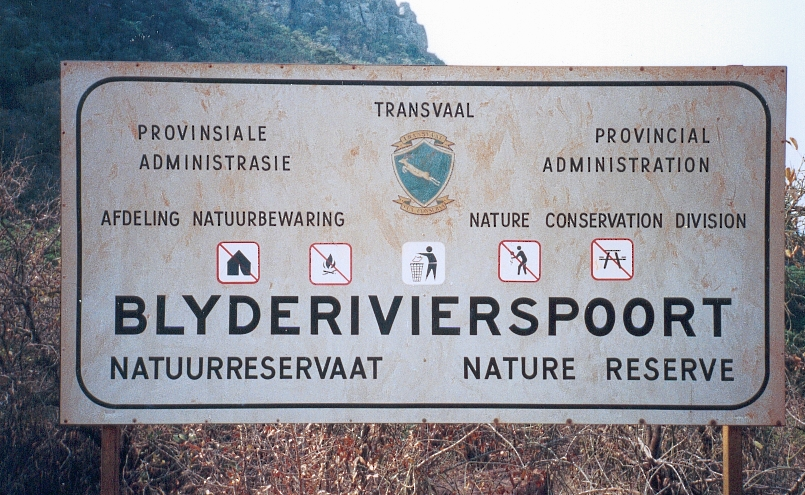
Bord in Afrikaans en Engels

De Blyderivierspoort (Engels: Blyde River Canyon) is een kloof in Zuid-Afrika, gelegen in de provincie Mpumalanga en staat bekend als een bijzonder natuurverschijnsel. De kloof is zo'n 26 kilometer lang en ongeveer 800 meter diep. De hoge wanden van de kloof bestaan voornamelijk uit rood zandsteen waarin de rivier de Blyde de kloof heeft uitgesleten.
Het gebied maakt deel uit van het noordelijke deel van de Drakensbergen.
Een bijzondere uitzicht biedt de canyon ter hoogte van de "Drie Rondawels", drie reusachtige, ronde rotsen, die sterk doen denken aan de ronde hutten - rondavels - van inheemse volken. De Blyderivierspoort maakt deel uit van de zogenoemde "panorama route". Deze beroemde route begint bij de plaats Graskop en omvat "God's Window", de "Pinnacle" en potholes (kolkgaten) bij Bourke's Luck ("Bourke's Luck Potholes").

## Geologie
Zo'n 180 miljoen jaar geleden breekt Pangea uit elkaar. Bij het uiteenbreken van een (super)continent ontstaat ook hier een duidelijk riftgebied. De rand van deze rift is nog steeds te zien langsheen het zuiden van Zuid-Afrika.

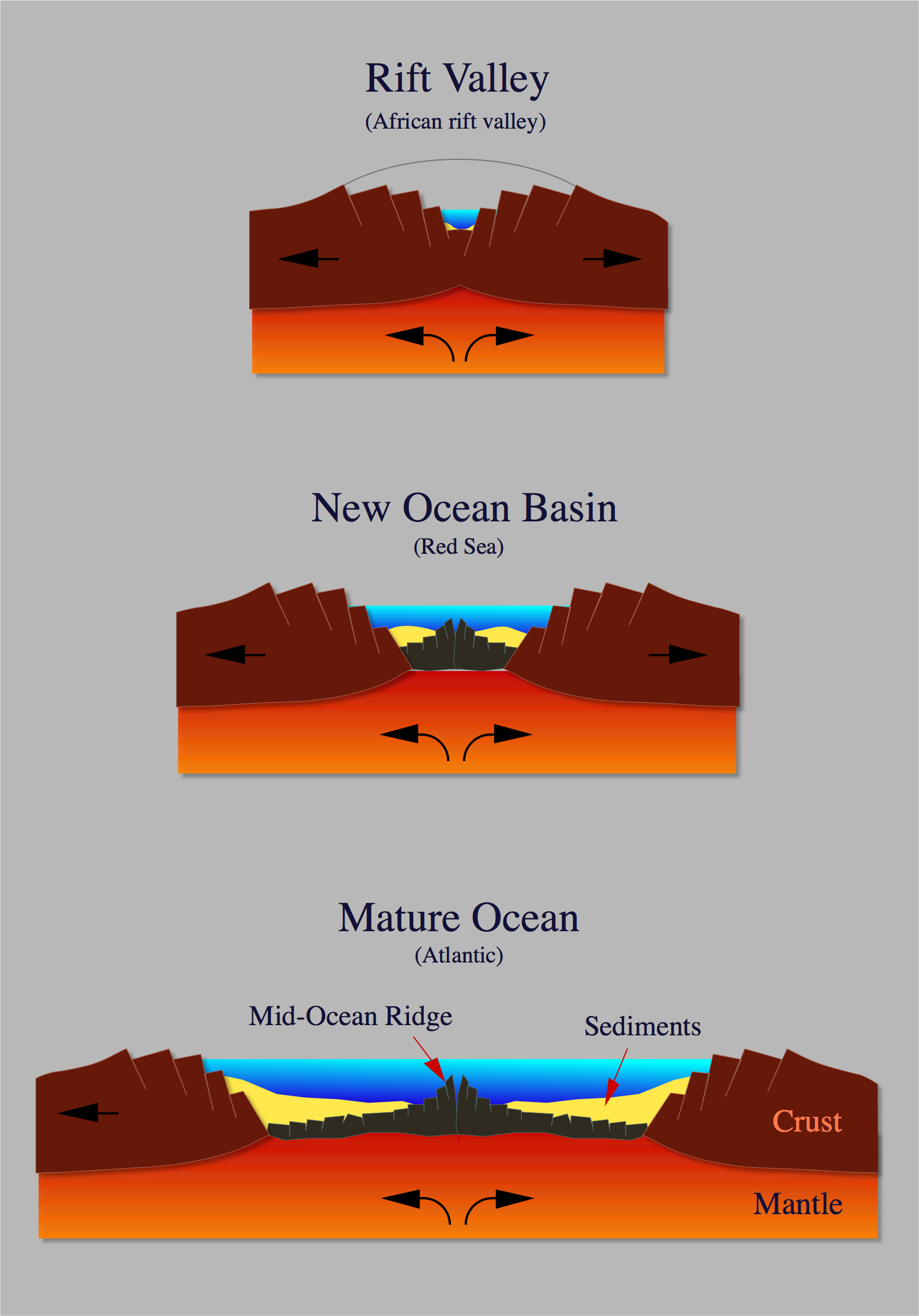
Ontstaan rift

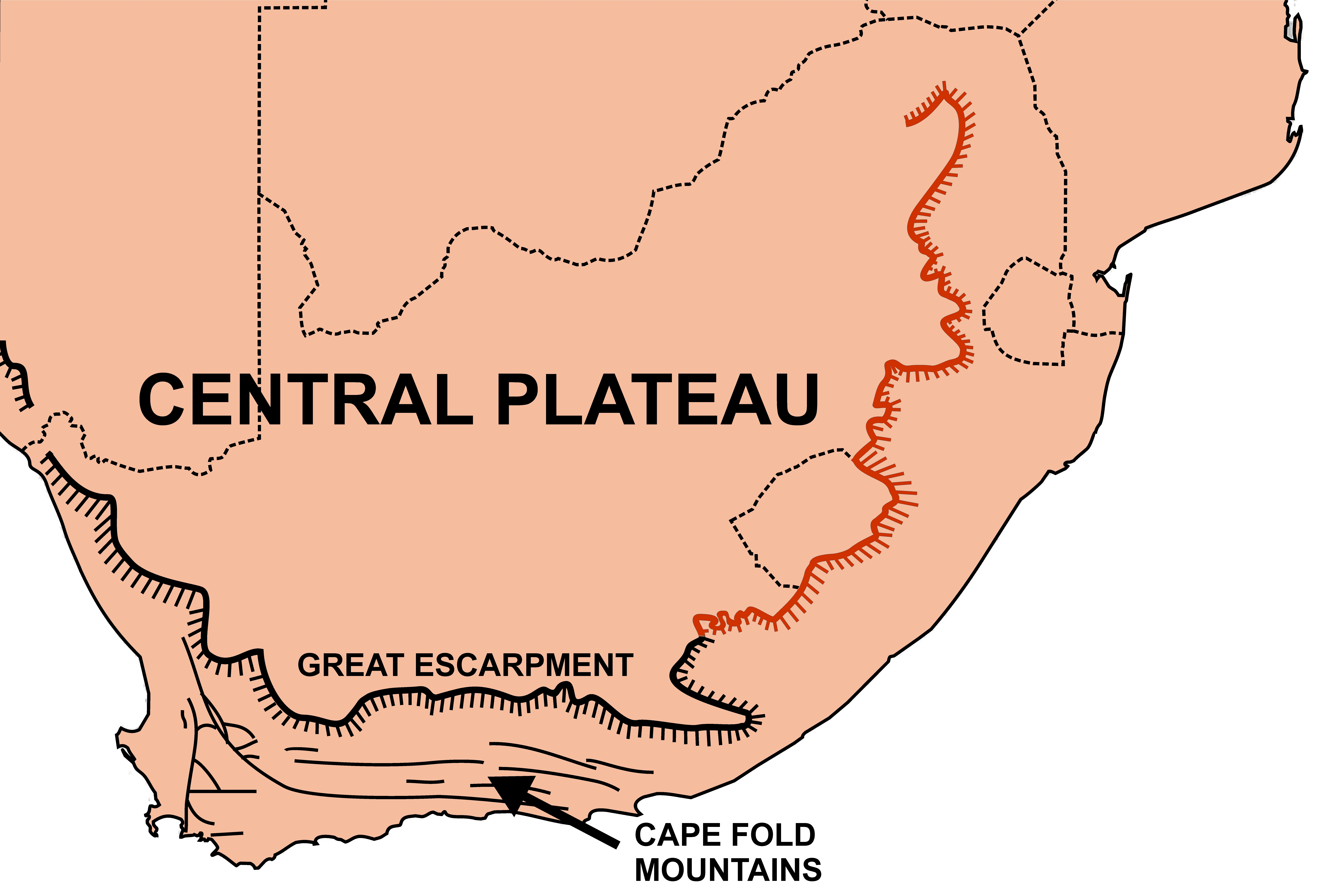
Rand rift

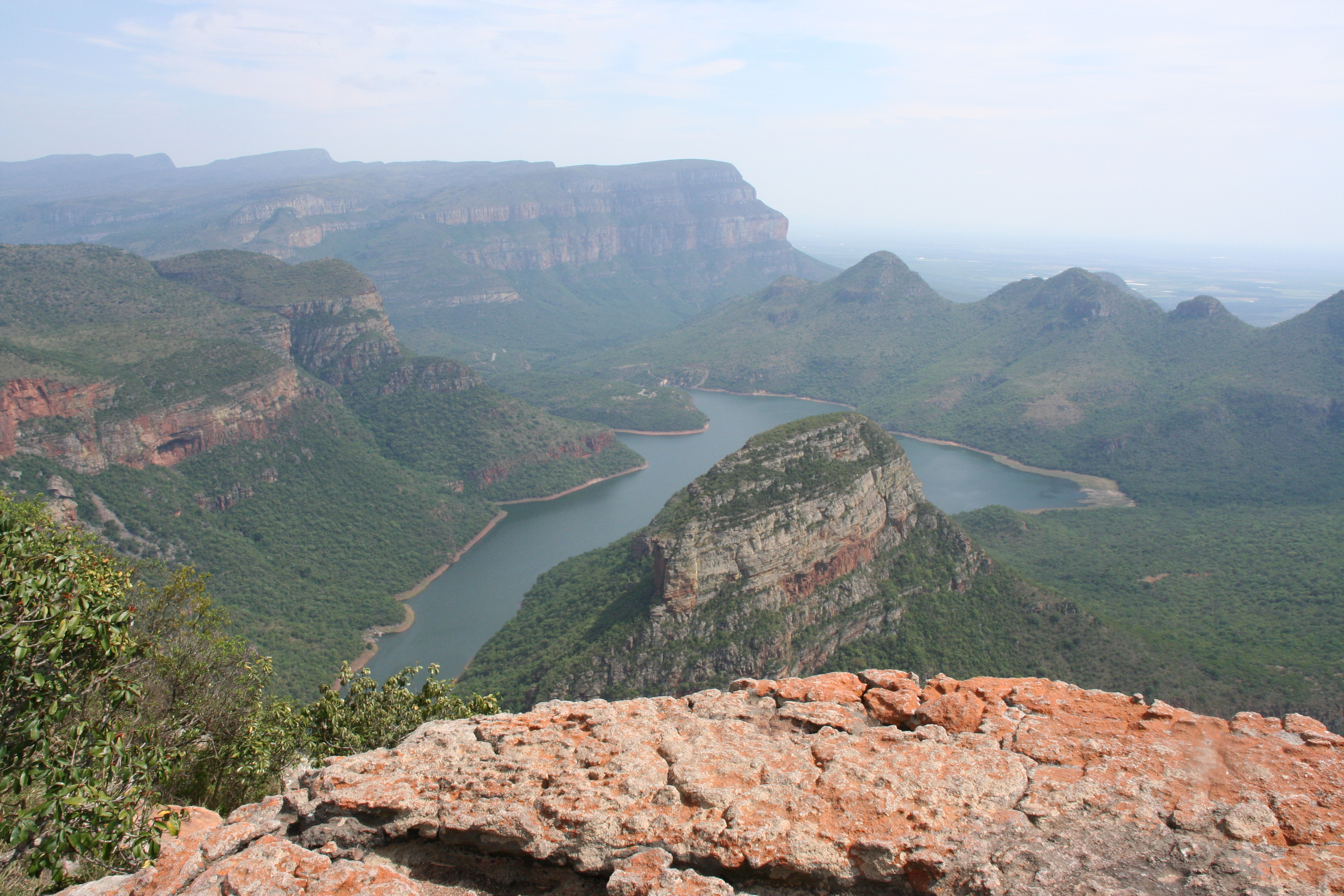
Blyderivierspoort
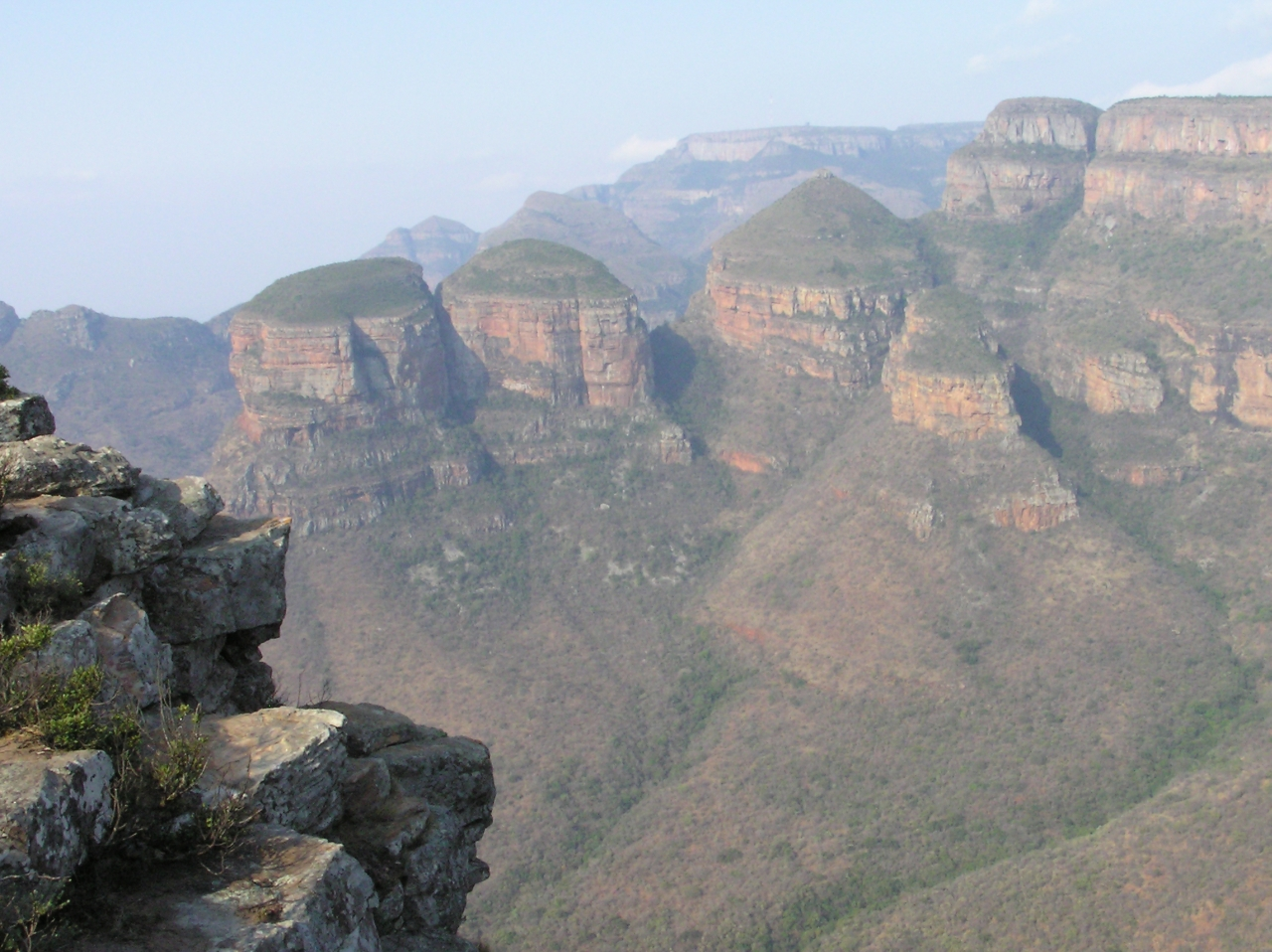
Blyderivierspoort - Die Drie Rondawels
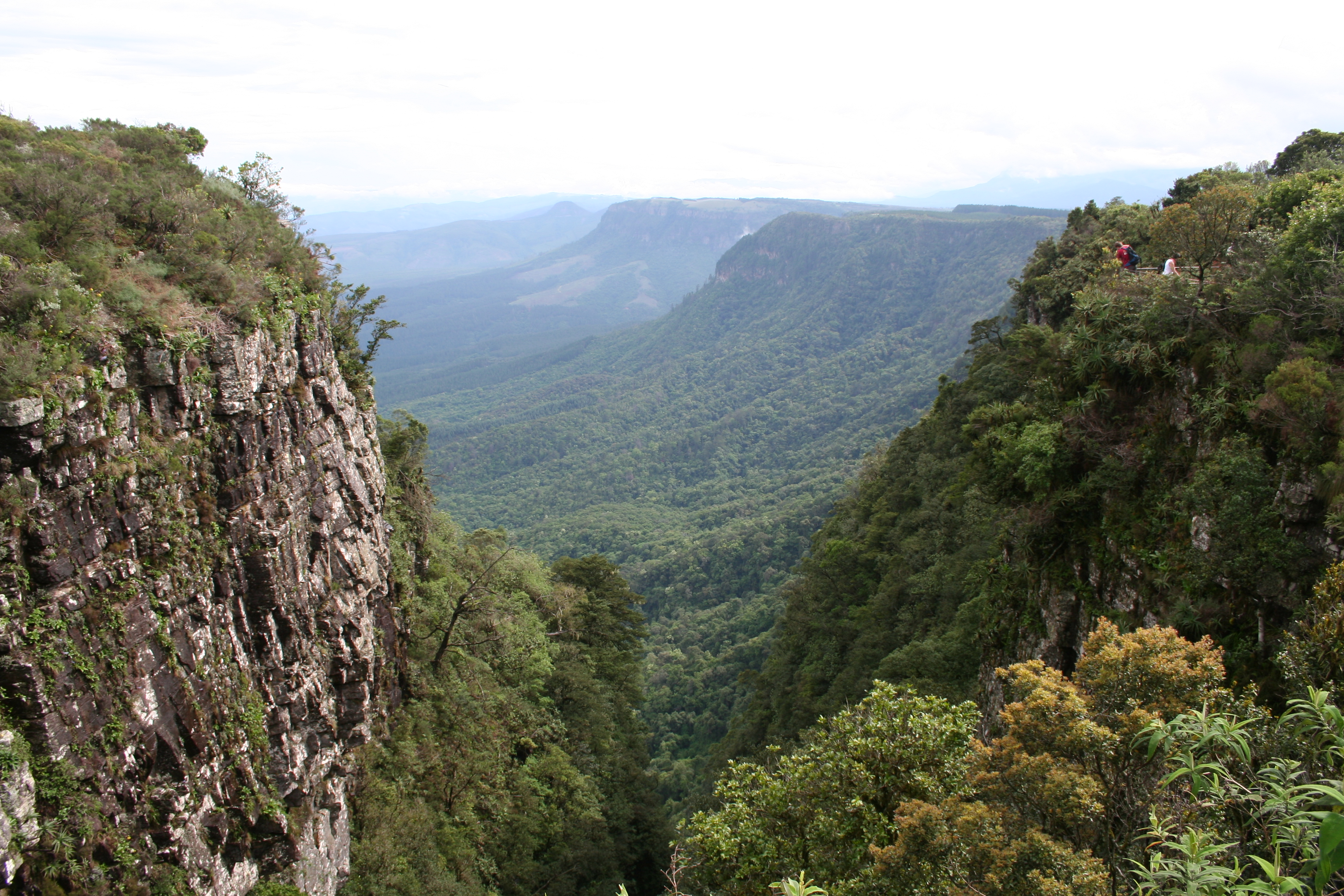
God's Window
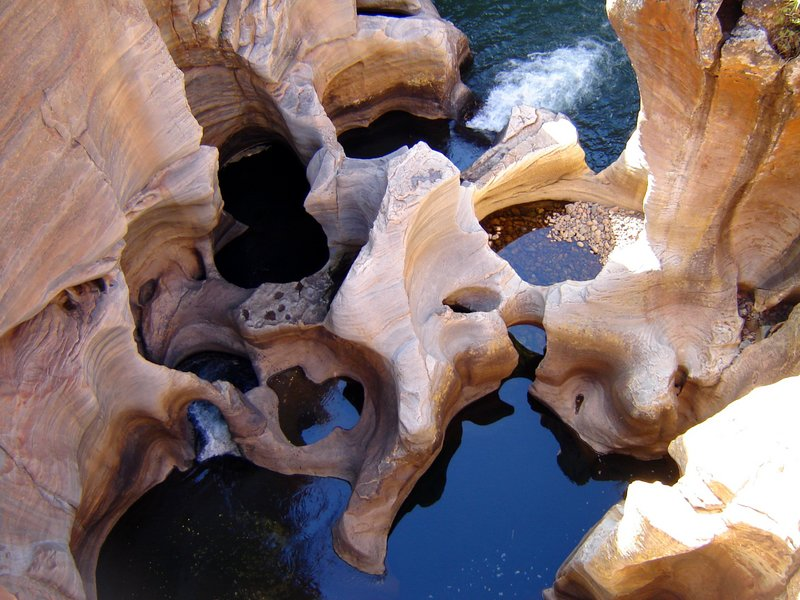
Potholes/kolkgate bij Bourke's Luck (Bourke's Luck Potholes)
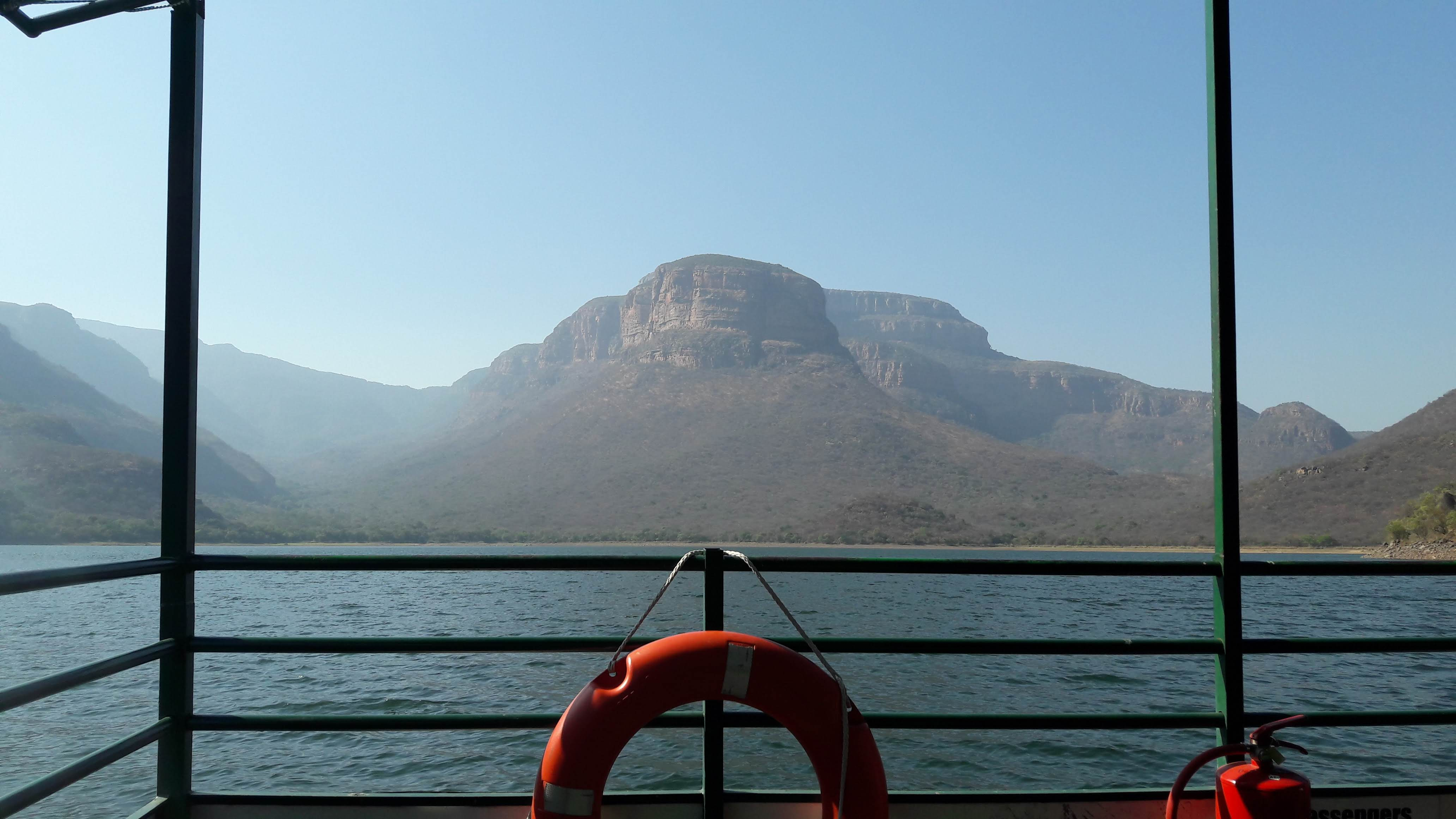
Boottocht